# 铁原站
鐵原站（：／ Cheorwon yeok */?）曾为韩国铁路京元线上的一个车站，位于白马高地站和月井里站之间，因为朝鲜战争的原因，已于1950年废止。本站在2006年之后曾有复建计划，但是最终被距离3.7公里左右的白马高地站所取代。

## 历史
- 1912年10月21日：开始使用。
- 1950年：因朝鲜战争爆发，停用本站。
- 1988年：移動復元車站遺構。
- 2006年5月3日：設置「統一念願的枕木紀念碑」。
- 未定：預定白馬高地站至月井里站再開業。

## 图片

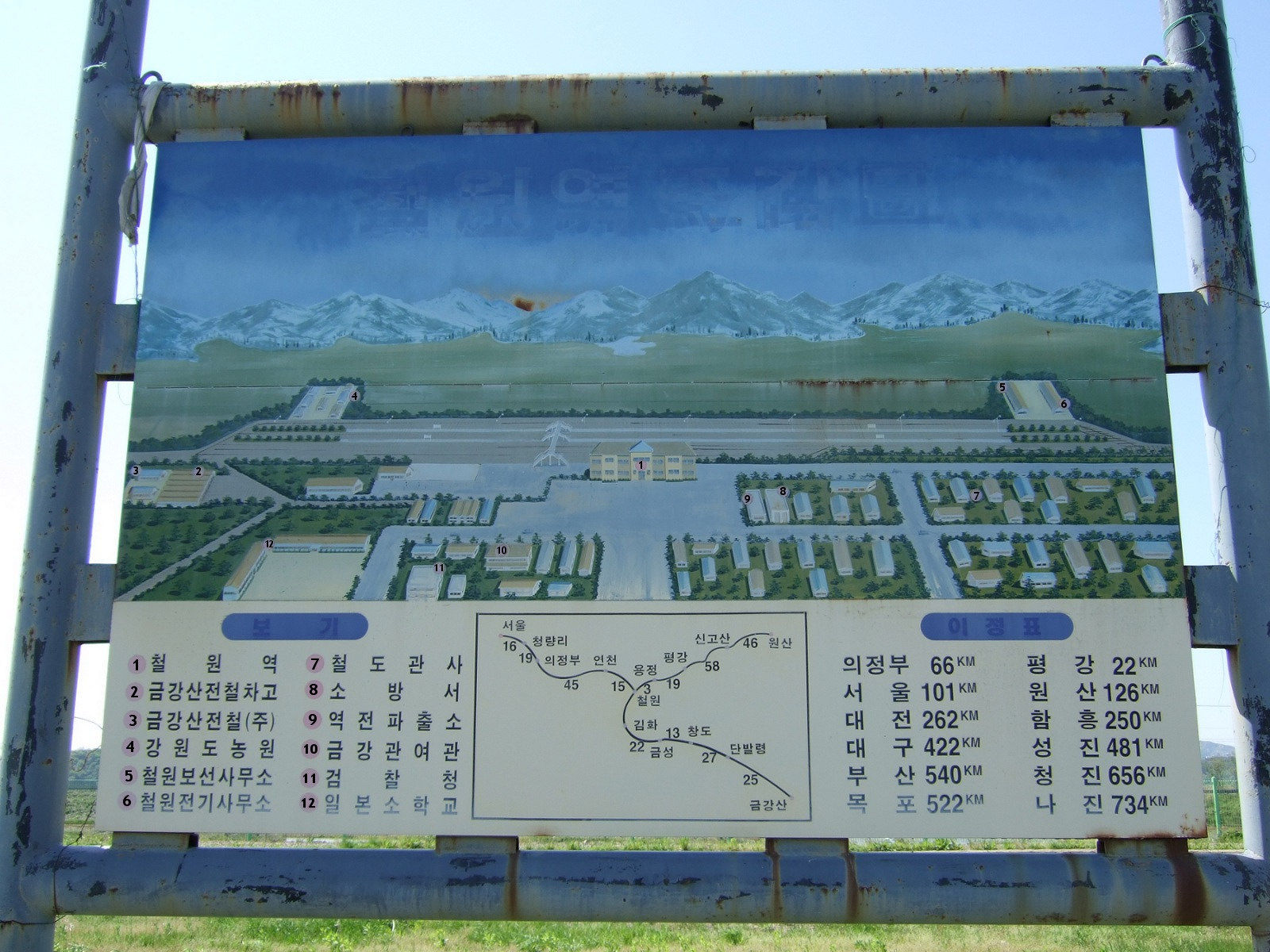
铁原站布局图
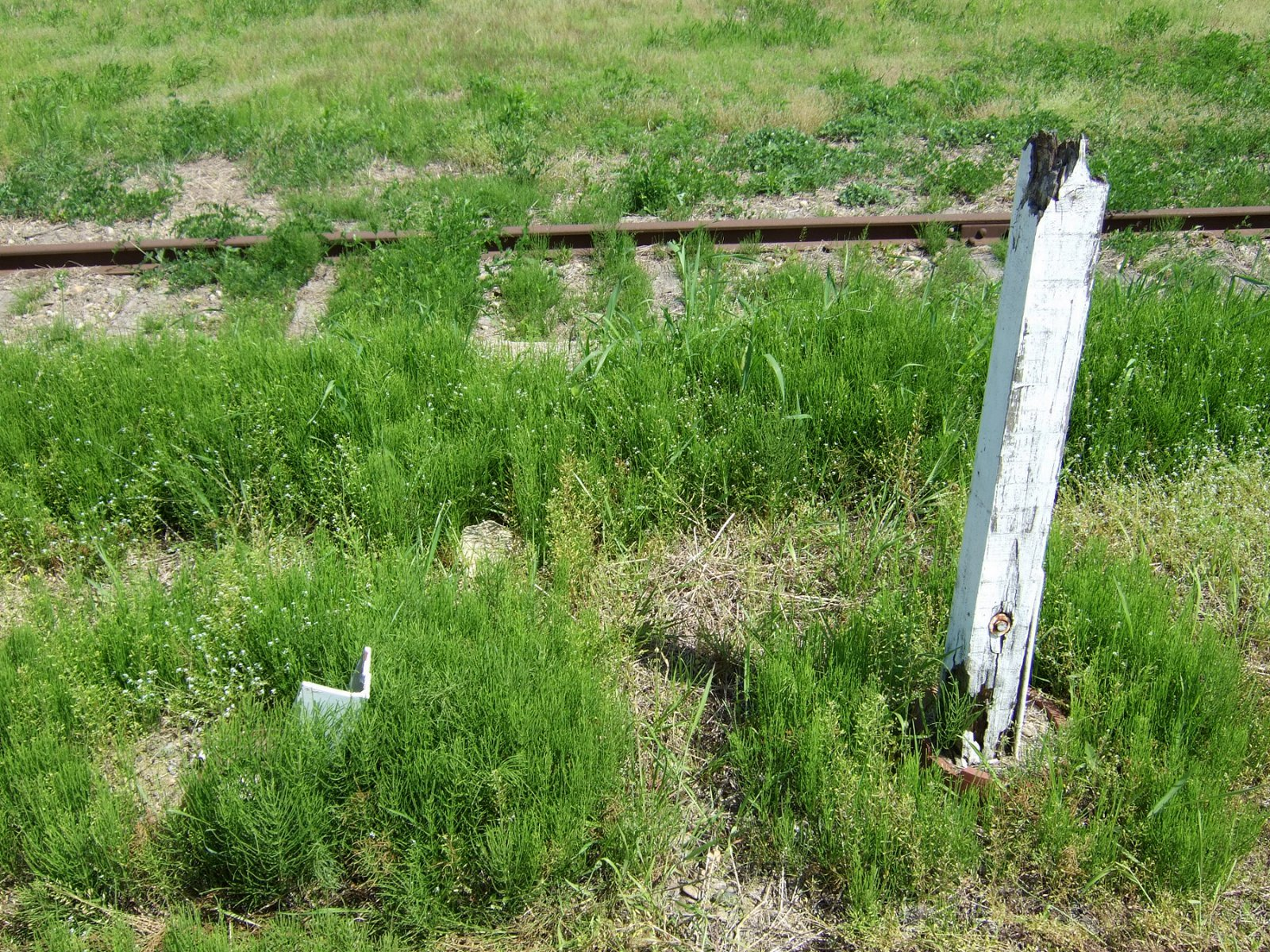
路轨旁残留的站牌支柱
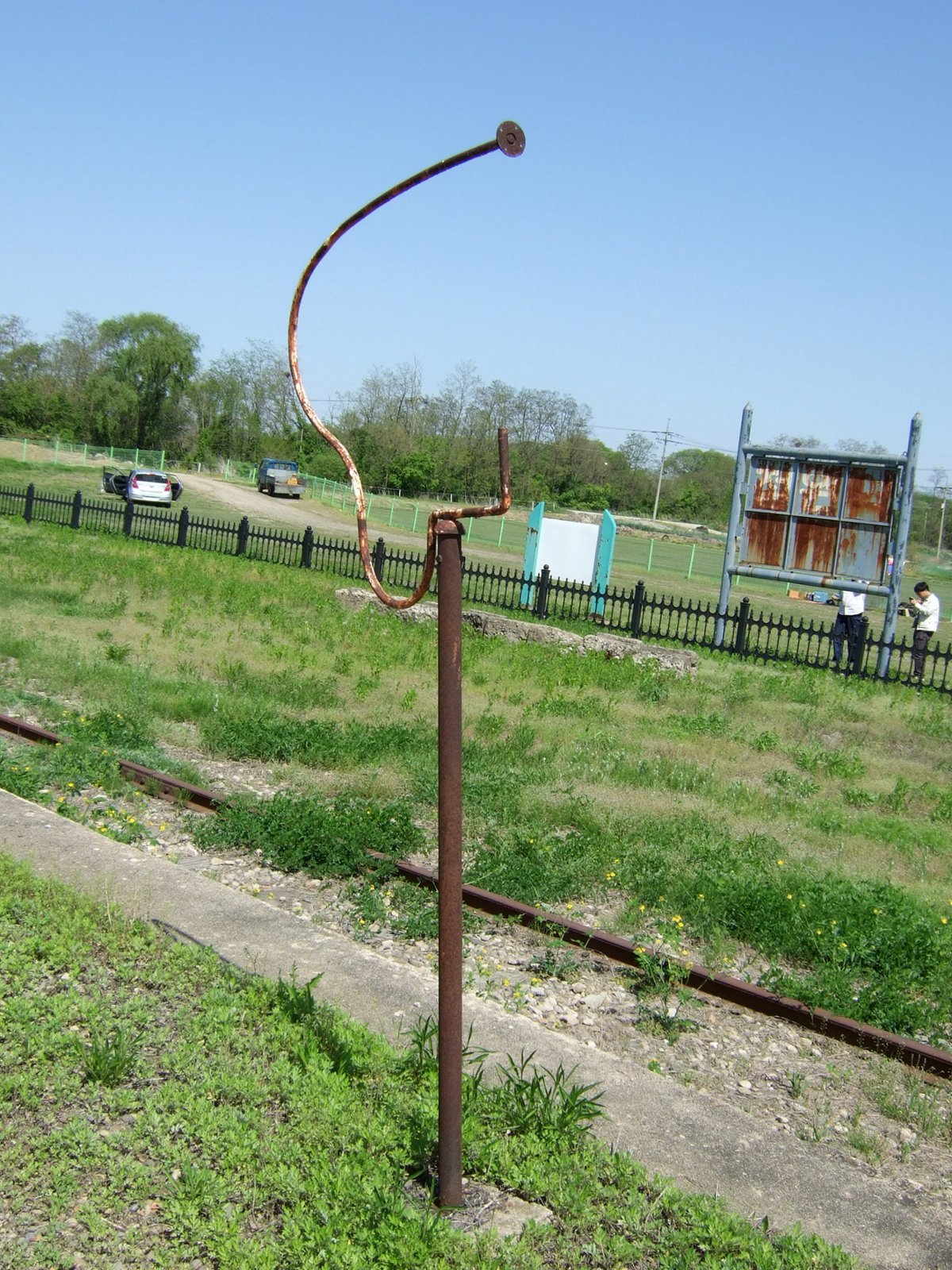
车站人工闭塞路牌套竿
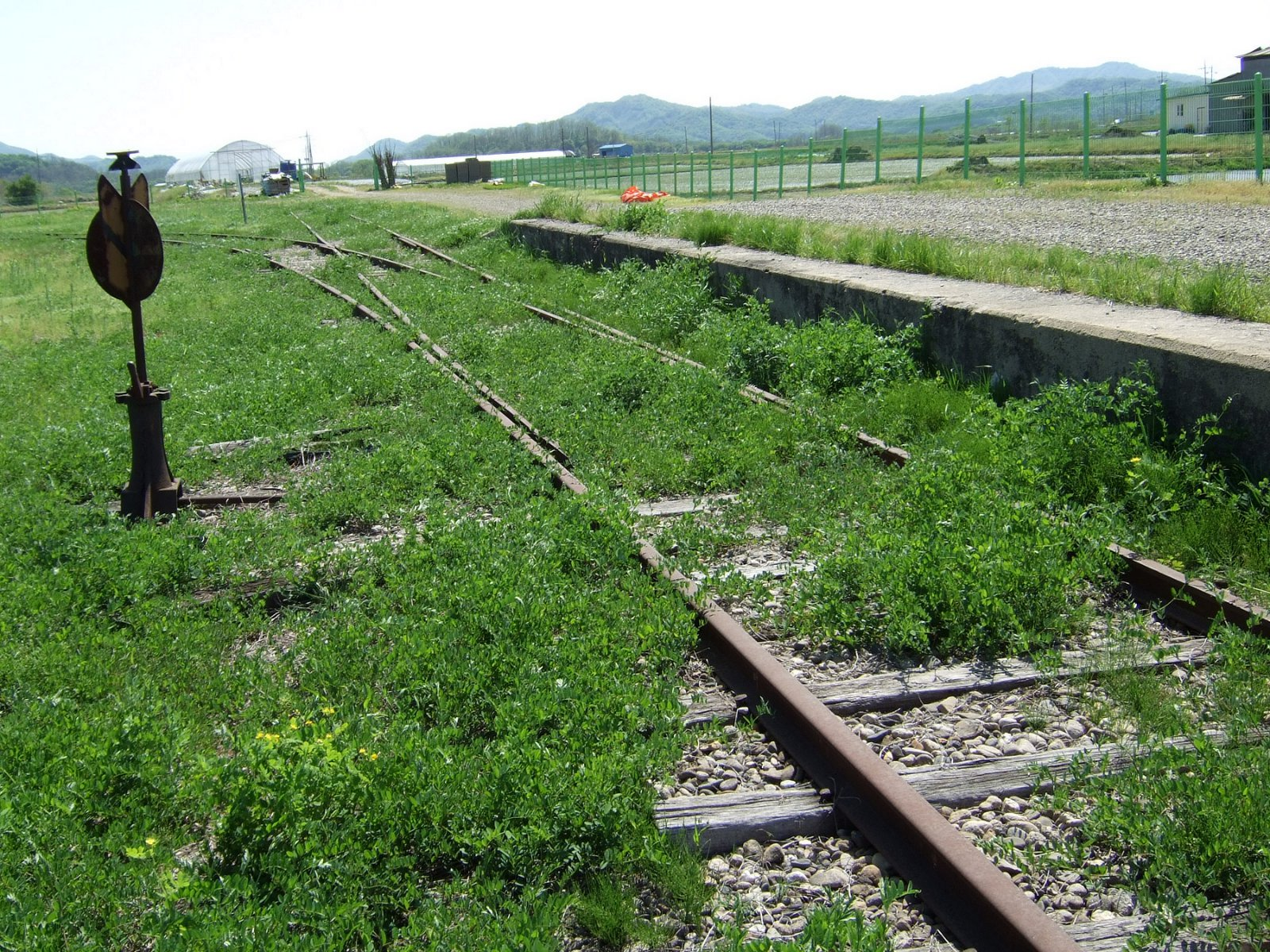
道岔（白马高地、龙山方面）
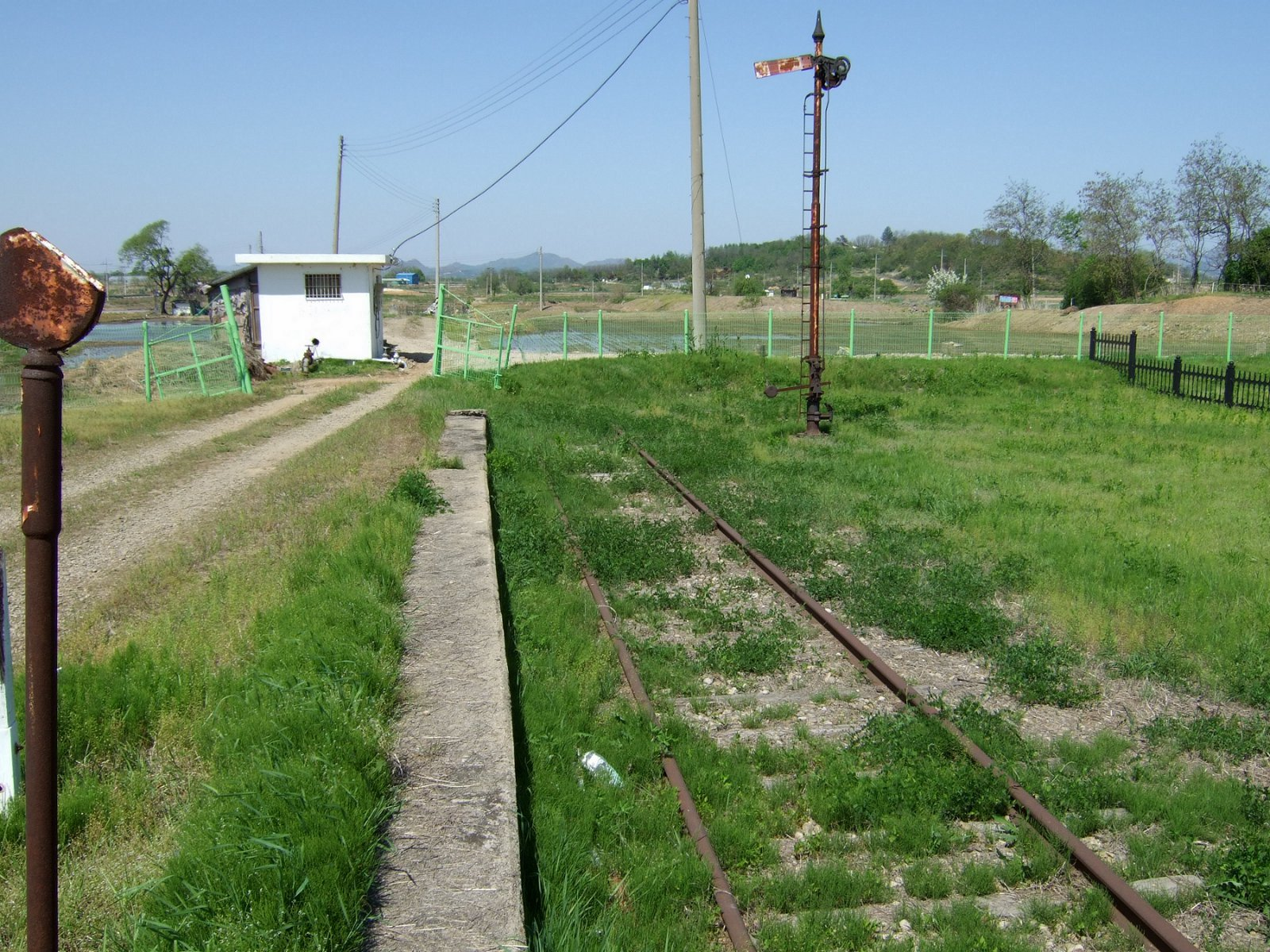
路轨尽头和信号杆
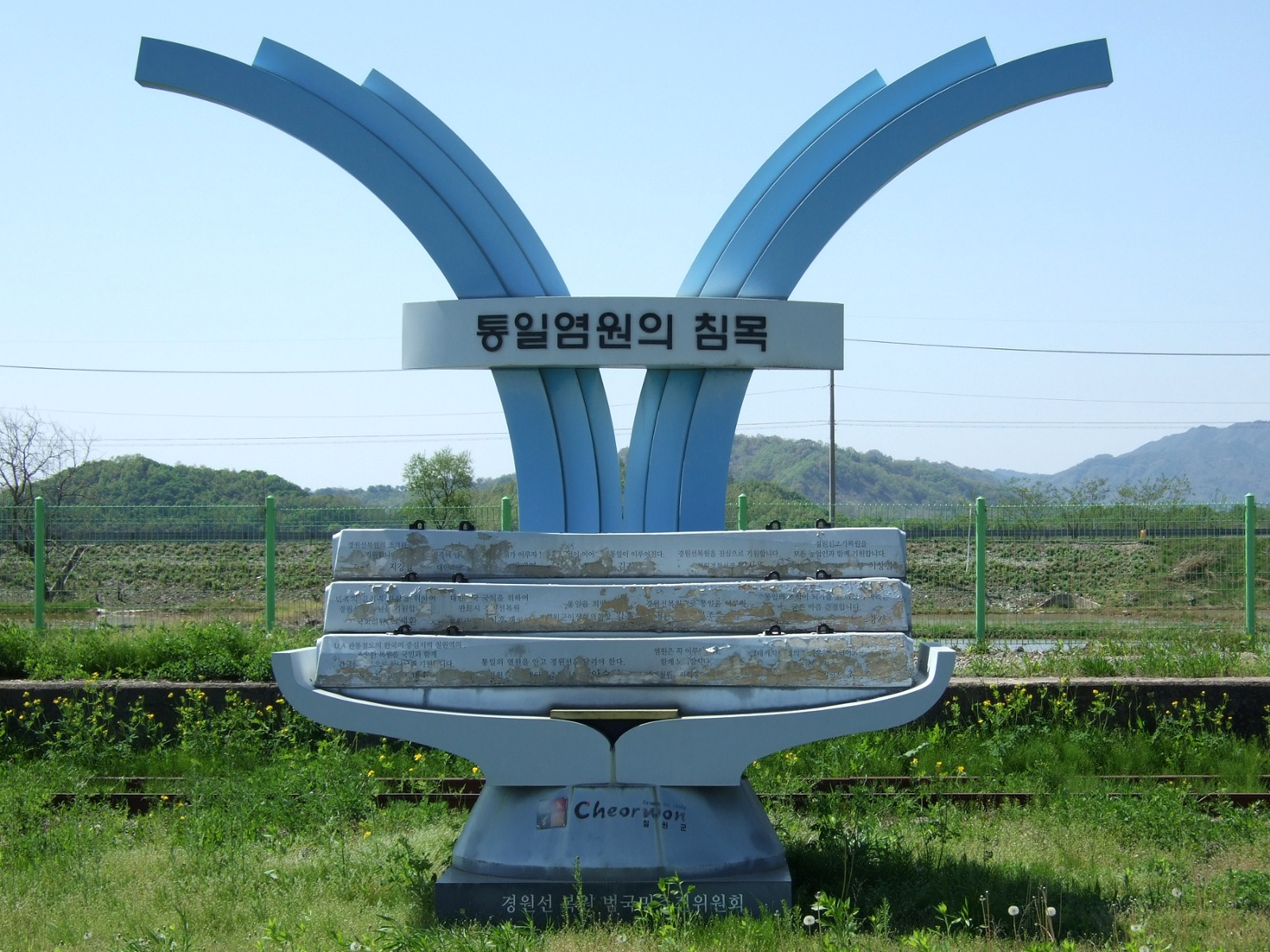
统一展望枕木纪念碑